# Ley del foie gras de California

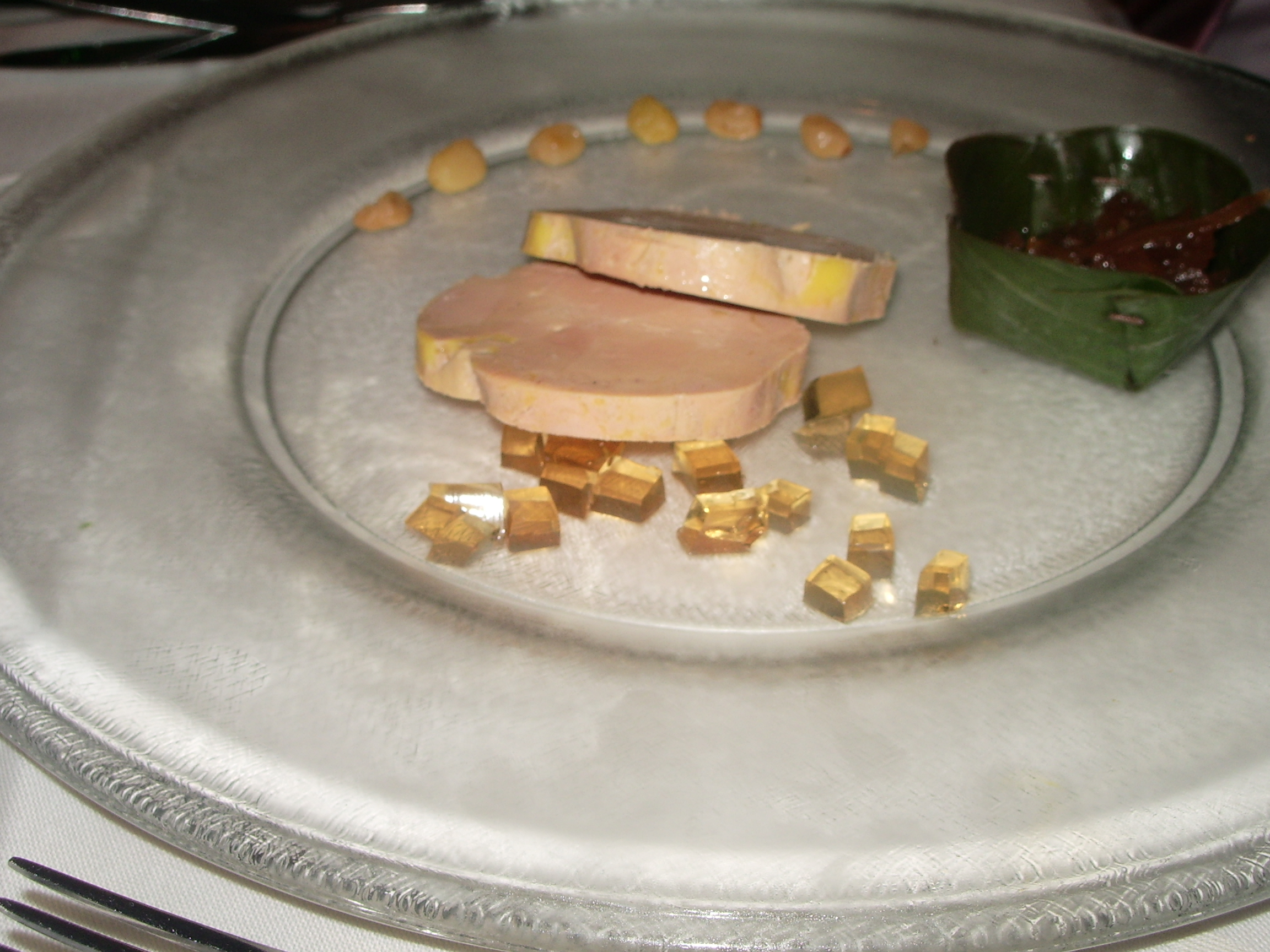
Foie gras

La ley del hígado graso en California o foie gras law S.B.1520, es un estatuto del Estado de California en Estados Unidos que prohíbe alimentar de manera forzada a un ave con el propósito de ampliar la talla del hígado más de la medida normal" (Código de Salud y Seguridad de California  § 25981) así como la venta de productos que resulten de este proceso (§ 25982).  La ley fue promulgada en 2004 y comenzó a ser efectiva el 1 de julio de 2012. El 7 de enero de 2015, el juez de distrito Stephen V. Wilson sostuvo que la parte de la ley de California que prohíbe la venta de foie gras dentro del estado (Código de Salud y Seguridad de California § 25982) se adelantó por la Ley de Inspección de Productos Avícolas federal y ordenó a la Procuraduría General de California hacerla cumplir. Esa decisión se encuentra en apelación.

## Antecedentes
La S.B. 1520 fue presentada en la Legislatura del Estado de California el 19 de febrero de 2004 por el entonces presidente del Senado Pro-Tem John Burton, a petición de una coalición de organizaciones de protección animal que incluyeron Viva!USA, Farm Sanctuary, Abogados de Los Ángeles por los animales, y la Asociación de Veterinarios de derechos de los animales.

Burton Declaró, "Nosotros no tendríamos que colocar un tubo en la garganta de un pato y alimentarlo de manera forzada para hacer foie gras," su producción es un proceso inhumano que sensatamente otros países han prohibido. Estoy complacido de que California sea el siguiente en la lista."
La legislatura pasó la factura y fue firmado a ley por el Gobernador Arnold Schwarzenegger el 29 de septiembre de 2004.
La ley incluye una disposición que tomó efecto casi ocho años después de su promulgación, con el fin de dar tiempo a que las técnicas que se desarrollaron para que el foie gras pudiera ser producido sin pájaros alimentados de manera forzada. 
Durante los meses previos a la fecha en que la ley entraría en vigor, algunos restaurantes de California organizaron elaboradas comidas de varios platos que ofrecían el foie gras en muchas formas, atrayendo clientes que querían comer foie gras antes de que la prohibición entrara en vigor.
Un agricultor en España está produciendo una versión de foie gras de oca, que según él se realiza sin la alimentación forzada de los gansos.

## Resistencia a la ley
Después de que la ley entrara en vigor,  según informes, una serie de restaurantes continuó sirviendo foie gras, insistiendo en que lo estaban haciendo como un regalo a los clientes en lugar de ofrecerlo en venta a los clientes